# 史密斯縣 (田納西州)
史密斯縣（英語：Smith County）是美國田納西州中北部的一個縣。面積843平方公里。根據美國2000年人口普查估計，共有人口17,712人。縣治迦太基 (Carthage)。
成立於1799年10月26日。縣名聯邦參議員丹尼爾·史密斯。